# Lijst van rijksmonumenten in de Grachtengordel
Een deel-overzicht van  230 rijksmonumenten in de Grachtengordel van Amsterdam, exclusief 1777 rijksmonumenten aan hoofdgrachten en enkele dwarsstraten; zie daarvoor de box met links onderaan deze pagina. 
| Object | Oorspronkelijke functie? | Bouwjaar                                        | Architect                      | Locatie                                  | Coördinaten?                  | Nr.?   | Afbeelding |
| --- | ------------------------ | ----------------------------------------------- | ------------------------------ | ---------------------------------------- | ----------------------------- | ------ | --- |
| Pand met gevel onder rechte lijst | Gebouw                   | 1754                                            |                                | Blauwburgwal 2                           | 52° 22' 36" NB, 4° 53' 27" OL | 486    | Meer afbeeldingen |
| Pand met pilastergevel onder latere rechte lijst | Woonhuis                 | 1646                                            |                                | Blauwburgwal 8                           | 52° 22' 36" NB, 4° 53' 27" OL | 487    | Meer afbeeldingen |
| Pand met gepleisterde gevel onder in- en uitgezwenkte top met hoekvazen en volutenafdekking | Gebouw                   | tweede kwart 18e eeuw                           |                                | Blauwburgwal 18                          | 52° 22' 37" NB, 4° 53' 26" OL | 488    | Meer afbeeldingen |
| Klein hoekpand met ingezwenkte hansgevel | Werk-woonhuis            |                                                 |                                | Blauwburgwal 22                          | 52° 22' 37" NB, 4° 53' 25" OL | 489    | Meer afbeeldingen |
| Pand met klokgevel | Gebouw                   | ca. 1750                                        |                                | Korsjespoortsteeg 1                      | 52° 22' 38" NB, 4° 53' 29" OL | 3118   | Meer afbeeldingen |
| Pand met klokgevel met gesneden empire pui | Gebouw                   | derde kwart 18e eeuw                            |                                | Korsjespoortsteeg 3                      | 52° 22' 38" NB, 4° 53' 29" OL | 3119   | Meer afbeeldingen |
| Pand met halsgevel | Gebouw                   | 1744                                            |                                | Korsjespoortsteeg 5A,B,C                 | 52° 22' 38" NB, 4° 53' 29" OL | 3120   | Meer afbeeldingen |
| Pand met halsgeveltje | Gebouw                   | tweede kwart 18e eeuw                           |                                | Korsjespoortsteeg 9                      | 52° 22' 38" NB, 4° 53' 29" OL | 3121   | Meer afbeeldingen |
| Pand met klokgevel met versierde pui | Gebouw                   | ca. 1750                                        |                                | Korsjespoortsteeg 11                     | 52° 22' 38" NB, 4° 53' 29" OL | 3122   | Meer afbeeldingen |
| Hoekhuis | Gebouw                   | 18e eeuw                                        |                                | Korsjespoortsteeg 13                     | 52° 22' 38" NB, 4° 53' 29" OL | 3123   | Meer afbeeldingen |
| Pand met klokgevel | Gebouw                   | tweede helft 17e eeuw                           |                                | Korsjespoortsteeg 21                     | 52° 22' 39" NB, 4° 53' 28" OL | 3124   | Pand met klokgevel |
| Pand, vanwege de zandstenen onderdelen van de gevelhals | Gebouw                   | 1736                                            |                                | Korsjespoortsteeg 4                      | 52° 22' 38" NB, 4° 53' 30" OL | 3125   | Meer afbeeldingen |
| Pand met klokgevel | Gebouw                   | laatste kwart 18e eeuw                          |                                | Korsjespoortsteeg 6                      | 52° 22' 38" NB, 4° 53' 30" OL | 3126   | Meer afbeeldingen |
| Pand met klokgevel | Gebouw                   | 17e/18e eeuw                                    |                                | Korsjespoortsteeg 8                      | 52° 22' 38" NB, 4° 53' 29" OL | 3127   | Meer afbeeldingen |
| Pand met 18e-eeuwse gevel met hoofdverdieping en geknikte punttop uit het begin van de 20e eeuw | Woonhuis                 | 18e eeuw                                        |                                | Korsjespoortsteeg 10                     | 52° 22' 38" NB, 4° 53' 29" OL | 3128   | Meer afbeeldingen |
| Pand met halsgevel | Gebouw                   | tweede kwart 18e eeuw                           |                                | Korsjespoortsteeg 12                     | 52° 22' 38" NB, 4° 53' 29" OL | 3129   | Meer afbeeldingen |
| Hoekpand vanwege incomplete zandstenen onderdelen van de gevelhals | Gebouw                   | eerste helft 18e eeuw                           |                                | Korsjespoortsteeg 14                     | 52° 22' 39" NB, 4° 53' 29" OL | 3130   | Meer afbeeldingen |
| Hoekhuis met klokgevel en op gesneden puibalk overgebouwde gepleisterde zijgevel waarin nog overblijfselen van een versiering in de trant met kleine blokjes                                                       | Gebouw                   | 17e/18e/19e eeuw                                |                                | Korsjespoortsteeg 16                     | 52° 22' 39" NB, 4° 53' 28" OL | 3131   | Meer afbeeldingen |
| Huis met klokgevel | Gebouw                   | 17e/18e eeuw                                    |                                | Korsjespoortsteeg 18                     | 52° 22' 39" NB, 4° 53' 28" OL | 3132   | Meer afbeeldingen |
| Huis met klokgevel (geboortehuis van Multatuli met gedenksteen) | Gebouw                   | 17e/18e/19e eeuw                                |                                | Korsjespoortsteeg 20                     | 52° 22' 39" NB, 4° 53' 28" OL | 3133   | Meer afbeeldingen |
| Pand met gevel onder rechte lijst en dakvoorschot | Gebouw                   | mogelijk 18e/19e eeuw                           |                                | Korsjespoortsteeg 22                     | 52° 22' 39" NB, 4° 53' 28" OL | 3134   | Meer afbeeldingen |
| Woonhuis met achterhuis. Woonhuis met trapgevel en zandsteen banden en blokken in de ontlastingsbogen | Woonhuis                 | 1632                                            |                                | Korsjespoortsteeg 24                     | 52° 22' 39" NB, 4° 53' 27" OL | 515510 | Meer afbeeldingen |
| Hoekhuis met halsgevel met twee stoepen, gesneden deurkozijnen en puilijst en gevelsteen | Gebouw                   | tweede kwart 18e eeuw                           |                                | Roomolenstraat 9                         | 52° 22' 42" NB, 4° 53' 32" OL | 5036   | Meer afbeeldingen |
| Hoekhuis met halsgevel | Gebouw                   | derde kwart 18e eeuw                            |                                | Roomolenstraat 11                        | 52° 22' 42" NB, 4° 53' 31" OL | 5037   | Meer afbeeldingen |
| Huisje, pui uit omstreeks 1800 | Gebouw                   | 17e/18e/19e eeuw                                |                                | Roomolenstraat 15                        | 52° 22' 42" NB, 4° 53' 31" OL | 5038   | Meer afbeeldingen |
| Complex etagewoningen aan voorzijde onder dwarsdak. Gevel onder rechte lijst | Gebouw                   | 19e eeuw                                        |                                | Roomolenstraat 17                        | 52° 22' 42" NB, 4° 53' 31" OL | 5039   | Meer afbeeldingen |
| Pand met gevel onder latere rollagentop deur en snijraam | Gebouw                   | 18e/19e eeuw                                    |                                | Roomolenstraat 4                         | 52° 22' 42" NB, 4° 53' 33" OL | 5040   | Pand met gevel onder latere rollagentop deur en snijraam                                                                           |
| Pand met klokgevel | Gebouw                   | 1730                                            |                                | Roomolenstraat 6                         | 52° 22' 42" NB, 4° 53' 32" OL | 5041   | Pand met klokgevel |
| Pand met gevel onder klokvormige top met rollagen | Gebouw                   | 17e/19e eeuw                                    |                                | Roomolenstraat 8                         | 52° 22' 42" NB, 4° 53' 32" OL | 5042   | Pand met gevel onder klokvormige top met rollagen                                                                                  |
| Pand met klokgevel met geblokte pui en snijramen | Gebouw                   | 18e/19e eeuw                                    |                                | Prinsenstraat 10                         | 52° 22' 40" NB, 4° 53' 14" OL | 4735   | Meer afbeeldingen |
| Pand met Louis XVI halsgevel, bekroond door een bijenkorf | Gebouw                   | laatste kwart 18e eeuw                          |                                | Prinsenstraat 12                         | 52° 22' 40" NB, 4° 53' 14" OL | 4736   | Meer afbeeldingen |
| Pand met gevel onder rechte lijst | Gebouw                   | 18e/19e eeuw                                    |                                | Prinsenstraat 18                         | 52° 22' 40" NB, 4° 53' 13" OL | 4737   | Meer afbeeldingen |
| Pand met gevel onder klokvormige top met rollagen | Gebouw                   | 18e eeuw                                        |                                | Prinsenstraat 20                         | 52° 22' 40" NB, 4° 53' 13" OL | 4738   | Meer afbeeldingen |
| Pand met gevel onder gesneden verhoogde lijst | Gebouw                   | tweede kwart 18e eeuw                           |                                | Prinsenstraat 22                         | 52° 22' 41" NB, 4° 53' 13" OL | 4739   | Meer afbeeldingen |
| Pand met gevel onder rechte klossenlijst | Gebouw                   | 19e eeuw                                        |                                | Prinsenstraat 26                         | 52° 22' 41" NB, 4° 53' 12" OL | 4740   | Meer afbeeldingen |
| Pand met halsgevel van het 'type-met-doorboorde-bloem', met cartouche in de afdekking en oeil-de-boeuf om de hijsbalk                                                                                              | Woonhuis                 | eerste kwart 18e eeuw                           |                                | Bergstraat 5                             | 52° 22' 32" NB, 4° 53' 22" OL | 396    | Pand met halsgevel van het 'type-met-doorboorde-bloem', met cartouche in de afdekking en oeil-de-boeuf om de hijsbalk              |
| Huis onder dwars dak | Gebouw                   | 17e/18e eeuw                                    |                                | Bergstraat 11                            | 52° 22' 32" NB, 4° 53' 21" OL | 397    | Huis onder dwars dak |
| Pand met gevel onder versierde rechte lijst met consoles | Gebouw                   | ca. 1725                                        |                                | Bergstraat 2                             | 52° 22' 32" NB, 4° 53' 23" OL | 398    | Upload foto |
| Pand met gevel onder versierde rechte lijst met consoles | Gebouw                   | ca. 1725                                        |                                | Bergstraat 4                             | 52° 22' 32" NB, 4° 53' 23" OL | 400    | Upload foto |
| Pand met halsgevel van het 'type-met-doorboorde-bloem' en palmet in de afdekking | Gebouw                   | 18e eeuw                                        |                                | Bergstraat 8                             | 52° 22' 32" NB, 4° 53' 22" OL | 401    | Pand met halsgevel van het 'type-met-doorboorde-bloem' en palmet in de afdekking                                                   |
| Pand met gevel onder rechte lijst | Gebouw                   | 18e/19e eeuw                                    |                                | Bergstraat 10                            | 52° 22' 32" NB, 4° 53' 22" OL | 402    | Pand met gevel onder rechte lijst                                                                                                  |
| Koets/pak/woonhuis met ingezwenkte halsgevel | Gebouw                   | 18e eeuw                                        |                                | Bergstraat 12                            | 52° 22' 32" NB, 4° 53' 22" OL | 403    | Koets/pak/woonhuis met ingezwenkte halsgevel                                                                                       |
| Pand met gave halsgevel verwant aan het 'type-met-doorboorde-bloem', met twee oeils-de-boeuf en een haas of konijn in de afdekking                                                                                 | Gebouw                   | ca. 1700                                        |                                | Bergstraat 16                            | 52° 22' 32" NB, 4° 53' 21" OL | 404    | Pand met gave halsgevel verwant aan het 'type-met-doorboorde-bloem', met twee oeils-de-boeuf en een haas of konijn in de afdekking |
| Pand met zeer gave gevel onder in het midden verhoogde lijst met consoles | Gebouw                   | ca. 1725                                        |                                | Bergstraat 18                            | 52° 22' 32" NB, 4° 53' 21" OL | 405    | Pand met zeer gave gevel onder in het midden verhoogde lijst met consoles                                                          |
| Pand met pilastergevel waarvan de top is vervangen door een punttop | Gebouw                   | 1648                                            |                                | Blauwburgwal 1                           | 52° 22' 35" NB, 4° 53' 27" OL | 480    | Meer afbeeldingen |
| Pand met pilaster-halsgevel tweeling met nr 5 | Gebouw                   | 1648                                            |                                | Blauwburgwal 3                           | 52° 22' 35" NB, 4° 53' 27" OL | 481    | Meer afbeeldingen |
| Pand met pilastergevel sterk gewijzigd | Gebouw                   | 1648                                            |                                | Blauwburgwal 5                           | 52° 22' 35" NB, 4° 53' 26" OL | 482    | Meer afbeeldingen |
| Huis met gevel onder rechte lijst | Gebouw                   | 17e/18e/19e eeuw                                |                                | Blauwburgwal 7                           | 52° 22' 35" NB, 4° 53' 26" OL | 483    | Meer afbeeldingen |
| Huis met gevel onder rechte lijst | Gebouw                   | 18e/19e eeuw                                    |                                | Blauwburgwal 9                           | 52° 22' 35" NB, 4° 53' 26" OL | 484    | Meer afbeeldingen |
| Pand met halsgevel met gedeelde vleugelstukken en een palmet in de afdekking | Gebouw                   | eerste of tweede kwart 18e eeuw                 |                                | Blauwburgwal 11                          | 52° 22' 35" NB, 4° 53' 26" OL | 485    | Meer afbeeldingen |
| Pand met gevel met latere punttop | Gebouw                   | 17e eeuw                                        |                                | Driekoningenstraat 1                     | 52° 22' 26" NB, 4° 53' 18" OL | 917    | Meer afbeeldingen |
| Pand met gevel met punttop en houten pui | Gebouw                   | 18e/19e eeuw                                    |                                | Driekoningenstraat 3                     | 52° 22' 26" NB, 4° 53' 18" OL | 918    | Meer afbeeldingen |
| Pand met gevel met punttop en houten pui | Gebouw                   | 18e/19e eeuw                                    |                                | Driekoningenstraat 5                     | 52° 22' 26" NB, 4° 53' 18" OL | 919    | Meer afbeeldingen |
| Pand met vijfraamsgevel waarboven dwars dak met gesneden dakkapellen | Gebouw                   | tweede kwart 18e eeuw                           |                                | Driekoningenstraat 7                     | 52° 22' 26" NB, 4° 53' 17" OL | 920    | Meer afbeeldingen |
| Pand met puntgevel met houten pui | Gebouw                   | tweede kwart 18e eeuw                           |                                | Driekoningenstraat 11                    | 52° 22' 26" NB, 4° 53' 17" OL | 921    | Meer afbeeldingen |
| Pand met gevel onder rechte lijst met houten pui | Gebouw                   | 18e/19e eeuw                                    |                                | Driekoningenstraat 13                    | 52° 22' 26" NB, 4° 53' 17" OL | 922    | Meer afbeeldingen |
| Pand met klokgevel | Gebouw                   | laatste helft 17e eeuw                          |                                | Driekoningenstraat 15                    | 52° 22' 26" NB, 4° 53' 16" OL | 923    | Meer afbeeldingen |
| Pand met gevel onder rechte lijst met dakkapel | Gebouw                   | 18e/19e eeuw                                    |                                | Oude Leliestraat 4                       | 52° 22' 29" NB, 4° 53' 20" OL | 3523   | Pand met gevel onder rechte lijst met dakkapel                                                                                     |
| Pand met gevel onder rechte lijst | Gebouw                   | 18e/19e eeuw                                    |                                | Oude Leliestraat 6                       | 52° 22' 29" NB, 4° 53' 19" OL | 3524   | Pand met gevel onder rechte lijst                                                                                                  |
| Pand met gevel uit oudere onderdelen samengestelde hals | Gebouw                   |                                                 | 18e eeuw 1848 (verb.)          | Oude Leliestraat 8A,B                    | 52° 22' 29" NB, 4° 53' 19" OL | 3525   | Pand met gevel uit oudere onderdelen samengestelde hals                                                                            |
| Pand met gevel onder rollagentop | Gebouw                   | 18e/19e eeuw                                    |                                | Oude Leliestraat 10                      | 52° 22' 29" NB, 4° 53' 19" OL | 3526   | Pand met gevel onder rollagentop                                                                                                   |
| Pand met gevel onder rollagentop | Gebouw                   | 18e/19e eeuw                                    |                                | Oude Leliestraat 12                      | 52° 22' 29" NB, 4° 53' 19" OL | 3527   | Pand met gevel onder rollagentop                                                                                                   |
| Pand met gevel onder rollagentop | Gebouw                   | 18e/19e eeuw                                    |                                | Oude Leliestraat 14                      | 52° 22' 29" NB, 4° 53' 19" OL | 3528   | Pand met gevel onder rollagentop                                                                                                   |
| Pand met klokgevel | Gebouw                   |                                                 |                                | Prinsenstraat 9                          | 52° 22' 40" NB, 4° 53' 14" OL | 4734   | Meer afbeeldingen |
| Onderdeel van Singel 240 | Gebouw                   |                                                 |                                | Raadhuisstraat 8                         | 52° 22' 24" NB, 4° 53' 18" OL | 4749   | Meer afbeeldingen |
| Pand met gevel onder rechte lijst | Gebouw                   |                                                 |                                | Raadhuisstraat 10                        | 52° 22' 24" NB, 4° 53' 18" OL | 4750   | Meer afbeeldingen |
| Pand met gevel onder rechte lijst met consoles waarop een rijk gesneden dakvoorschot | Gebouw                   |                                                 |                                | Raadhuisstraat 12                        | 52° 22' 24" NB, 4° 53' 17" OL | 4751   | Meer afbeeldingen |
| Pand met gevel onder rechte lijst | Werk-woonhuis            |                                                 |                                | Raadhuisstraat 14                        | 52° 22' 24" NB, 4° 53' 17" OL | 4752   | Meer afbeeldingen |
| Pand met klokgevel | Gebouw                   |                                                 |                                | Raadhuisstraat 16                        | 52° 22' 24" NB, 4° 53' 17" OL | 4753   | Meer afbeeldingen |
| Pand met klokgevel | Gebouw                   |                                                 |                                | Raadhuisstraat 18                        | 52° 22' 24" NB, 4° 53' 17" OL | 4754   | Meer afbeeldingen |
| 't Binnenhuis | Handel en kantoor        | 1906-1907                                       |                                | Raadhuisstraat 46                        | 52° 22' 26" NB, 4° 53' 9" OL  | 518375 | Meer afbeeldingen |
| Hoek met etagewoningen, winkel, kantoor en magazijnruimte | Winkel                   | 1902                                            | G. van Arkel                   | Raadhuisstraat 52                        | 52° 22' 27" NB, 4° 53' 8" OL  | 518499 | Meer afbeeldingen |
| Hoekhuis met halsgevel voorzien van vleugelstukken van bijzondere vorm | Gebouw                   |                                                 |                                | Westermarkt 1                            | 52° 22' 26" NB, 4° 53' 5" OL  | 6307   | Meer afbeeldingen |
| Pand met gevel onder rechte lijst met dakkapel | Gebouw                   |                                                 |                                | Westermarkt 3                            | 52° 22' 26" NB, 4° 53' 4" OL  | 6308   | Meer afbeeldingen |
| Huis met halsgevel | Gebouw                   |                                                 |                                | Westermarkt 4                            | 52° 22' 29" NB, 4° 53' 4" OL  | 6309   | Meer afbeeldingen |
| Pand met gevel onder rechte lijst met dakkapel | Gebouw                   |                                                 |                                | Westermarkt 5A,B,C                       | 52° 22' 26" NB, 4° 53' 4" OL  | 6310   | Meer afbeeldingen |
| Huis met klokgevel | Gebouw                   |                                                 |                                | Westermarkt 6                            | 52° 22' 30" NB, 4° 53' 4" OL  | 6311   | Meer afbeeldingen |
| Pand met gevel onder bijzondere gesneden lijst | Gebouw                   |                                                 |                                | Westermarkt 7                            | 52° 22' 26" NB, 4° 53' 4" OL  | 6312   | Meer afbeeldingen |
| Pand met gevel onder rechte lijst | Gebouw                   |                                                 |                                | Westermarkt 12                           | 52° 22' 30" NB, 4° 53' 3" OL  | 6313   | Pand met gevel onder rechte lijst                                                                                                  |
| Pand met gevel onder rechte lijst | Gebouw                   |                                                 |                                | Westermarkt 14                           | 52° 22' 30" NB, 4° 53' 3" OL  | 6314   | Pand met gevel onder rechte lijst                                                                                                  |
| Pand met klokgevel | Gebouw                   |                                                 |                                | Westermarkt 21                           | 52° 22' 26" NB, 4° 53' 2" OL  | 6315   | Meer afbeeldingen |
| Pand met ingezwenkte halsgevel met gelobde afdekking | Gebouw                   | ca. 1750                                        |                                | Berenstraat 6                            | 52° 22' 14" NB, 4° 53' 2" OL  | 391    | Pand met ingezwenkte halsgevel met gelobde afdekking                                                                               |
| Pand met gevel onder rechte lijst met consoles | Gebouw                   | 18e eeuw                                        |                                | Berenstraat 8                            | 52° 22' 14" NB, 4° 53' 2" OL  | 392    | Pand met gevel onder rechte lijst met consoles                                                                                     |
| Pand met halsgevel met siertrossen | Woonhuis                 | tweede helft 18e eeuw                           |                                | Berenstraat 24                           | 52° 22' 14" NB, 4° 53' 0" OL  | 393    | Upload foto |
| Pand met ingezwenkte halsgevel met volutenafdekking | Gebouw                   | 18e eeuw                                        |                                | Gasthuismolensteeg 3                     | 52° 22' 20" NB, 4° 53' 16" OL | 1114   | Meer afbeeldingen |
| Pand met gepleisterde en van vensteromlijstingen voorziene gevel onder rechte lijst | Gebouw                   | derde kwart 19e eeuw                            |                                | Gasthuismolensteeg 5                     | 52° 22' 20" NB, 4° 53' 16" OL | 1115   | Meer afbeeldingen |
| Pand met gepleisterde gevel onder rechte lijst met omlijste empire-vensters en empire snijraam boven de twee winkeldeuren                                                                                          | Gebouw                   | eerste helft 19e eeuw                           |                                | Gasthuismolensteeg 7                     | 52° 22' 20" NB, 4° 53' 16" OL | 1116   | Meer afbeeldingen |
| Pand met pilaster-halsgevel met tussentrappen | Gebouw                   | midden 17e eeuw                                 |                                | Gasthuismolensteeg 9                     | 52° 22' 20" NB, 4° 53' 15" OL | 1117   | Meer afbeeldingen |
| Pand dat met nr 13 een gemeenschappelijke gevel heeft onder rechte lijst. Houten pui met uitstalkast op pothuis | Gebouw                   | 17e/19e eeuw                                    |                                | Gasthuismolensteeg 11                    | 52° 22' 20" NB, 4° 53' 15" OL | 1118   | Meer afbeeldingen |
| Pand met een gemeenschappelijke gevel met nr 11 onder rechte lijst. Houten pui | Woonhuis                 | 17e/19e eeuw                                    |                                | Gasthuismolensteeg 13                    | 52° 22' 20" NB, 4° 53' 15" OL | 1119   | Meer afbeeldingen |
| Pand met gevel onder rechte lijst | Gebouw                   | 18e/19e eeuw                                    |                                | Gasthuismolensteeg 2                     | 52° 22' 20" NB, 4° 53' 17" OL | 1120   | Meer afbeeldingen |
| Pand met halsgevel met siertrossen en palmtakken in het fronton. Goede late roedenverdeling | Gebouw                   | derde kwart 17e eeuw                            |                                | Gasthuismolensteeg 6                     | 52° 22' 20" NB, 4° 53' 16" OL | 1121   | Meer afbeeldingen |
| Huis, vanwege de zandstenen onderdelen van de gevelhals | Gebouw                   | eerste helft 18e eeuw                           |                                | Gasthuismolensteeg 12                    | 52° 22' 20" NB, 4° 53' 15" OL | 1122   | Meer afbeeldingen |
| Pand met ingezwenkte halsgevel | Gebouw                   | 18e eeuw                                        |                                | Wijde Heisteeg 1                         | 52° 22' 7" NB, 4° 53' 14" OL  | 1498   | Meer afbeeldingen |
| Pand met 19e-eeuwse pui onder vernieuwde gevel met rechte lijst | Gebouw                   | eerste helft 19e eeuw                           |                                | Wijde Heisteeg 3                         | 52° 22' 7" NB, 4° 53' 14" OL  | 1499   | Meer afbeeldingen |
| Pand met halsgevel van het 'type met doorboorde bloem' | Gebouw                   | eerste kwart 18e eeuw                           |                                | Wijde Heisteeg 5                         | 52° 22' 7" NB, 4° 53' 14" OL  | 1500   | Meer afbeeldingen |
| Pand met gevel onder rechte lijst | Gebouw                   | eerste kwart 19e eeuw                           |                                | Wijde Heisteeg 7                         | 52° 22' 7" NB, 4° 53' 14" OL  | 1501   | Meer afbeeldingen |
| Hoekhuis waarvan de voorgevel en de gepleisterde zijgevel door de omlopende lijst van het toen aangebrachte dak worden beëindigd                                                                                   | Gebouw                   | 17e of 18e eeuw                                 |                                | Wijde Heisteeg 9                         | 52° 22' 7" NB, 4° 53' 14" OL  | 1502   | Meer afbeeldingen |
| Achterste deel van het reeds op de lijst vermelde hoekpand Singel 140: Houten winkelpui met erkervormige uitstalkast                                                                                               | Gebouw                   | 19e eeuw                                        |                                | Wijde Heisteeg 2                         | 52° 22' 8" NB, 4° 53' 14" OL  | 1503   | Meer afbeeldingen |
| Pand met halsgevel met gedeelde vleugelstukken en ornament onder de afdekking | Gebouw                   | eerste of tweede kwart 18e eeuw                 |                                | Wijde Heisteeg 4                         | 52° 22' 8" NB, 4° 53' 14" OL  | 1505   | Meer afbeeldingen |
| Pand met halsgevel met gedeelde vleugelstukken en ornament onder afdekking | Woonhuis                 | eerste of tweede kwart 18e eeuw                 |                                | Wijde Heisteeg 6                         | 52° 22' 8" NB, 4° 53' 14" OL  | 1506   | Meer afbeeldingen |
| In boogvorm gebouwde reeks winkelwoningen (van vier bouwlagen) met uitgebouwde galerij op de beganegrond en entresol, en met bovenwoningen verdeeld over twee bouwlagen en kapverdieping. Opgetrokken in baksteen. | Appartementengebouw      | 1898                                            | A.L. van Gendt                 | Raadhuisstraat 21                        | 52° 22' 26" NB, 4° 53' 8" OL  | 46505  | Meer afbeeldingen |
| Pand met halsgevel | Gebouw                   | 1741                                            |                                | Reestraat 5                              | 52° 22' 20" NB, 4° 53' 4" OL  | 4799   | Meer afbeeldingen |
| Pand met klokgevel met erkervormige uitstalkasten en snijraam in de winkelpui | Gebouw                   | 18e/19e eeuw                                    |                                | Reestraat 7                              | 52° 22' 20" NB, 4° 53' 3" OL  | 4800   | Meer afbeeldingen |
| Pand met gevel onder rechte lijst met consoles, opschrift en jaartal | Gebouw                   | 1786                                            |                                | Reestraat 11                             | 52° 22' 20" NB, 4° 53' 3" OL  | 4801   | Meer afbeeldingen |
| Pand met gevel onder rechte lijst | Gebouw                   | eerste helft 19e eeuw                           |                                | Reestraat 13                             | 52° 22' 20" NB, 4° 53' 10" OL | 4802   | Meer afbeeldingen |
| Pand met klokgevel met Louis XV gevelsteen | Gebouw                   | 1772                                            |                                | Reestraat 19                             | 52° 22' 20" NB, 4° 53' 1" OL  | 4803   | Meer afbeeldingen |
| Pand met gevel onder rechte lijst met consoles | Gebouw                   | mogelijk eerste helft 19e eeuw                  |                                | Reestraat 23                             | 52° 22' 20" NB, 4° 53' 1" OL  | 4804   | Meer afbeeldingen |
| Hoekhuis met klokgevel | Gebouw                   | derde kwart 18e eeuw                            |                                | Reestraat 2                              | 52° 22' 21" NB, 4° 53' 4" OL  | 4805   | Meer afbeeldingen |
| Pand met gevel onder rechte lijst | Gebouw                   | 18e/19e eeuw                                    |                                | Reestraat 4                              | 52° 22' 21" NB, 4° 53' 4" OL  | 4806   | Meer afbeeldingen |
| Pand met gevel onder rollagentop | Gebouw                   | 18e/19e eeuw                                    |                                | Reestraat 6                              | 52° 22' 21" NB, 4° 53' 4" OL  | 4807   | Meer afbeeldingen |
| Pand met klokgevel | Gebouw                   | derde kwart 18e eeuw                            |                                | Reestraat 8                              | 52° 22' 21" NB, 4° 53' 3" OL  | 4808   | Meer afbeeldingen |
| Huis, wegens de 18e-eeuwse aanzetkrullen van de klokvormige top | Gebouw                   | 18e eeuw                                        |                                | Reestraat 10                             | 52° 22' 21" NB, 4° 53' 3" OL  | 4809   | Meer afbeeldingen |
| Huis, vanwege de zandstenen afdekkingen van de klokvormige top | Gebouw                   | derde kwart 18e eeuw                            |                                | Reestraat 12 + I + II + III              | 52° 22' 21" NB, 4° 53' 3" OL  | 4810   | Meer afbeeldingen |
| Pand met klokgevel | Gebouw                   | derde kwart 18e eeuw                            |                                | Reestraat 16                             | 52° 22' 21" NB, 4° 53' 2" OL  | 4811   | Meer afbeeldingen |
| Pand met gevel onder rechte lijst | Gebouw                   | eerste helft 19e eeuw                           |                                | Reestraat 18                             | 52° 22' 21" NB, 4° 53' 2" OL  | 4812   | Meer afbeeldingen |
| Huis, vanwege de 18e-eeuwse zandstenen afdekkingen van de klokvormige top | Gebouw                   |                                                 |                                | Reestraat 26                             | 52° 22' 21" NB, 4° 53' 1" OL  | 4813   | Meer afbeeldingen |
| Pand met halsgevel | Gebouw                   | eerste of tweede kwart 18e eeuw                 |                                | Reestraat 28                             | 52° 22' 21" NB, 4° 53' 1" OL  | 4814   | Meer afbeeldingen |
| Groep beneden- en bovenhuizen onder dwars dak | Gebouw                   |                                                 |                                | Reestraat 30                             | 52° 22' 21" NB, 4° 53' 0" OL  | 4815   | Meer afbeeldingen |
| Pand met pilaster-halsgevel | Gebouw                   |                                                 |                                | Romeinsarmsteeg 5                        | 52° 22' 16" NB, 4° 53' 15" OL | 5031   | Pand met pilaster-halsgevel |
| Pand met halsgevel | Gebouw                   |                                                 |                                | Romeinsarmsteeg 7                        | 52° 22' 16" NB, 4° 53' 15" OL | 5032   | Pand met halsgevel |
| Pand met halsgevel | Gebouw                   |                                                 |                                | Romeinsarmsteeg 9                        | 52° 22' 16" NB, 4° 53' 15" OL | 5033   | Pand met halsgevel |
| Achterste deel van Singel 312 | Gebouw                   |                                                 |                                | Romeinsarmsteeg 2A                       | 52° 22' 17" NB, 4° 53' 16" OL | 5034   | Upload foto |
| Pand met gevel onder verhoogde lijst met consoles | Gebouw                   |                                                 |                                | Romeinsarmsteeg 6                        | 52° 22' 17" NB, 4° 53' 15" OL | 5035   | Meer afbeeldingen |
| Pand met halsgevel | Gebouw                   |                                                 |                                | Runstraat 2                              | 52° 22' 8" NB, 4° 53' 2" OL   | 5117   | Meer afbeeldingen |
| Pand met gevel met gevelsteen en pui | Gebouw                   |                                                 |                                | Runstraat 4                              | 52° 22' 8" NB, 4° 53' 2" OL   | 5118   | Pand met gevel met gevelsteen en pui                                                                                               |
| Pand met halsgevel | Gebouw                   |                                                 |                                | Runstraat 8                              | 52° 22' 8" NB, 4° 53' 2" OL   | 5119   | Pand met halsgevel |
| Pand met halsgevel | Gebouw                   |                                                 |                                | Runstraat 10                             | 52° 22' 8" NB, 4° 53' 2" OL   | 5120   | Pand met halsgevel |
| Pand met halsgevel | Gebouw                   |                                                 |                                | Runstraat 22A                            | 52° 22' 8" NB, 4° 53' 0" OL   | 5121   | Pand met halsgevel |
| Gebouw voor den Koffiehandel in Neo-Hollandse Renaissance stijl | Handel en kantoor        | 1891-1892                                       | A.L. van Gendt                 | Raadhuisstraat 15                        | 52° 22' 23" NB, 4° 53' 16" OL | 518377 | Meer afbeeldingen |
| Huis met latere gevel onder 19e-eeuwse rechte lijst | Gebouw                   |                                                 |                                | Oude Spiegelstraat 1A                    | 52° 22' 13" NB, 4° 53' 15" OL | 5535   | Meer afbeeldingen |
| Huis met bekroonde lijst | Gebouw                   | derde kwart 18e eeuw                            |                                | Oude Spiegelstraat 3                     | 52° 22' 13" NB, 4° 53' 15" OL | 5536   | Meer afbeeldingen |
| Pand met klokgevel | Gebouw                   |                                                 |                                | Oude Spiegelstraat 7                     | 52° 22' 13" NB, 4° 53' 14" OL | 5537   | Meer afbeeldingen |
| Pand met halsgevel | Gebouw                   |                                                 |                                | Oude Spiegelstraat 9                     | 52° 22' 13" NB, 4° 53' 14" OL | 5538   | Meer afbeeldingen |
| Pand met halsgevel | Gebouw                   |                                                 |                                | Oude Spiegelstraat 11                    | 52° 22' 13" NB, 4° 53' 14" OL | 5539   | Meer afbeeldingen |
| Pand met gevel onder rechte lijst | Gebouw                   |                                                 |                                | Oude Spiegelstraat 2                     | 52° 22' 13" NB, 4° 53' 15" OL | 5540   | Meer afbeeldingen |
| Huis met grotendeels uit het 3e kwart van de 19e eeuw daterende gevel onder klokvormige top met rechte afdeklijst                                                                                                  | Gebouw                   |                                                 |                                | Oude Spiegelstraat 4                     | 52° 22' 13" NB, 4° 53' 15" OL | 5541   | Meer afbeeldingen |
| Huis met 18e-eeuwse gevels | Werk-woonhuis            |                                                 |                                | Oude Spiegelstraat 12                    | 52° 22' 12" NB, 4° 53' 14" OL | 5542   | Meer afbeeldingen |
| Onderdeel van Singel 302 | Gebouw                   |                                                 |                                | Treeftsteeg 2                            | 52° 22' 18" NB, 4° 53' 16" OL | 5745   | Upload foto |
| Pand met klokgevel | Gebouw                   |                                                 |                                | Wolvenstraat 5                           | 52° 22' 13" NB, 4° 53' 10" OL | 6465   | Meer afbeeldingen |
| Pand met gevel onder klokvormige top met rollagen | Gebouw                   |                                                 |                                | Wolvenstraat 7I                          | 52° 22' 13" NB, 4° 53' 10" OL | 6466   | Meer afbeeldingen |
| Pand met gevel onder rechte lijst met houten opzetstuk | Gebouw                   |                                                 |                                | Wolvenstraat 9                           | 52° 22' 13" NB, 4° 53' 10" OL | 6467   | Meer afbeeldingen |
| Pand met klokgevel | Woonhuis                 |                                                 |                                | Wolvenstraat 17                          | 52° 22' 13" NB, 4° 53' 9" OL  | 6468   | Meer afbeeldingen |
| Pand met gevel onder rechte lijst | Gebouw                   |                                                 |                                | Wolvenstraat 21                          | 52° 22' 13" NB, 4° 53' 8" OL  | 6470   | Meer afbeeldingen |
| Pand met halsgevel | Gebouw                   |                                                 |                                | Wolvenstraat 29                          | 52° 22' 13" NB, 4° 53' 7" OL  | 6471   | Pand met halsgevel |
| Huis, vanwege de zandstenen onderdelen van de gevelhals | Gebouw                   |                                                 |                                | Wolvenstraat 8                           | 52° 22' 13" NB, 4° 53' 10" OL | 6472   | Meer afbeeldingen |
| Pand met gevel onder rechte lijst met consoles | Gebouw                   |                                                 |                                | Wolvenstraat 12                          | 52° 22' 13" NB, 4° 53' 10" OL | 6473   | Meer afbeeldingen |
| Pand met gevel onder rechte lijst | Gebouw                   |                                                 |                                | Wolvenstraat 16                          | 52° 22' 13" NB, 4° 53' 9" OL  | 6474   | Meer afbeeldingen |
| Bewaarschool, bekend onder de naam 'Amsterdams welvaren' | Onderwijs en wetenschap  | 1864                                            |                                | Berenstraat 7                            | 52° 22' 13" NB, 4° 53' 2" OL  | 518351 | Bewaarschool, bekend onder de naam 'Amsterdams welvaren'                                                                           |
| Huis met gevel onder rechte lijst waarop een dakvoorschot | Gebouw                   |                                                 |                                | Berenstraat 9                            | 52° 22' 13" NB, 4° 53' 2" OL  | 385    | Upload foto |
| Huis van sterk 19e-eeuws karakter met gevel onder rechte lijst | Gebouw                   | 19e eeuw of ouder                               |                                | Berenstraat 15                           | 52° 22' 13" NB, 4° 53' 1" OL  | 386    | Meer afbeeldingen |
| Pak- of werkhuis met puntgevel onder gebogen afdekking | Gebouw                   | eerste helft 18e eeuw                           |                                | Berenstraat 17                           | 52° 22' 13" NB, 4° 53' 1" OL  | 387    | Meer afbeeldingen |
| Pand met halsgevel met gedeelde vleugelstukken op sierstukken waarin gode seegen behouden heeft myn doen bouwen | Gebouw                   | eerste of tweede kwart 18e eeuw                 |                                | Berenstraat 37                           | 52° 22' 13" NB, 4° 52' 60" OL | 389    | Upload foto |
| Pand met halsgevel met palmet in de afdekking | Gebouw                   | ca. 1750                                        |                                | Beulingstraat 2A-H                       | 52° 22' 5" NB, 4° 53' 16" OL  | 433    | Meer afbeeldingen |
| Pakhuis met puntgevels aan voor- en achterzijde | Gebouw                   | ca. 1700                                        |                                | Beulingstraat 4A-Z                       | 52° 22' 5" NB, 4° 53' 15" OL  | 434    | Meer afbeeldingen |
| Pak- of werkhuis | Gebouw                   | 17e/18e eeuw                                    |                                | Beulingstraat 6A-L                       | 52° 22' 5" NB, 4° 53' 15" OL  | 435    | Meer afbeeldingen |
| Pakhuis met puntgevels | Gebouw                   | 18e eeuw                                        |                                | Dubbeleworststeeg 1                      | 52° 22' 7" NB, 4° 53' 15" OL  | 935    | Pakhuis met puntgevels |
| Pakhuis met puntgevels | Gebouw                   | laat 16e of begin 17e eeuw                      |                                | Dubbeleworststeeg 2                      | 52° 22' 6" NB, 4° 53' 14" OL  | 936    | Pakhuis met puntgevels |
| Pand, vanwege de zandstenen afdekkingen van de klokvormige top | Gebouw                   | 18e eeuw                                        |                                | Huidenstraat 9                           | 52° 22' 7" NB, 4° 53' 9" OL   | 2015   | Meer afbeeldingen |
| Huis, vanwege de zandstenen onderdelen van de gevelhals | Gebouw                   | eerste kwart 18e eeuw                           |                                | Huidenstraat 17                          | 52° 22' 7" NB, 4° 53' 8" OL   | 2016   | Meer afbeeldingen |
| Pand met brede ingezwenkte halsgevel met gelobde afdekking | Gebouw                   | ca. 1750                                        |                                | Huidenstraat 19                          | 52° 22' 8" NB, 4° 53' 8" OL   | 2017   | Meer afbeeldingen |
| Pand met ingezwenkte halsgevel waarin gevelsteen met beddengoed en 17 d'oude gekroonde beddewinkel 61 | Gebouw                   | 1761                                            |                                | Huidenstraat 21                          | 52° 22' 8" NB, 4° 53' 7" OL   | 2018   | Meer afbeeldingen |
| Pand met halsgevel met gedeelde vleugelstukken en een gelobde afdekking waarin een 'bol' en 1740 | Werk-woonhuis            | 1740                                            |                                | Huidenstraat 4                           | 52° 22' 8" NB, 4° 53' 10" OL  | 2019   | Meer afbeeldingen |
| Pand met halsgevel met gedeelde vleugelstukken en volutenafdekking | Gebouw                   | tweede kwart 18e eeuw                           |                                | Huidenstraat 6I en II                    | 52° 22' 8" NB, 4° 53' 10" OL  | 2020   | Meer afbeeldingen |
| Pand met ingezwenkte halsgevel | Gebouw                   | 18e eeuw                                        |                                | Huidenstraat 8                           | 52° 22' 8" NB, 4° 53' 10" OL  | 2021   | Meer afbeeldingen |
| Pand met vernieuwde gevel, bekroond door de natuurstenen onderdelen van de oorspronkelijke klokvormige top | Gebouw                   | tweede kwart 19e eeuw                           |                                | Huidenstraat 10                          | 52° 22' 8" NB, 4° 53' 9" OL   | 2022   | Meer afbeeldingen |
| Pand met gevel onder rechte lijst en op versierde houten winkelpui | Gebouw                   | tweede helft 19e eeuw                           |                                | Huidenstraat 12                          | 52° 22' 8" NB, 4° 53' 9" OL   | 2023   | Meer afbeeldingen |
| Pand met halsgevel met gedeelde vleugelstukken en palmet in de afdekking | Gebouw                   | ca. 1725                                        |                                | Huidenstraat 14                          | 52° 22' 8" NB, 4° 53' 9" OL   | 2025   | Meer afbeeldingen |
| Pand, vanwege de zandstenen afdekkingen van de klokvormige geveltop | Woonhuis                 | derde kwart 18e eeuw                            |                                | Huidenstraat 32                          | 52° 22' 8" NB, 4° 53' 6" OL   | 329009 | Meer afbeeldingen |
| Complex stallen en pakhuizen onder schilddak waarin drie dakkapellen met frontons | Gebouw                   | 17e eeuw                                        |                                | Molenpad 3, 5, 7                         | 52° 22' 1" NB, 4° 53' 2" OL   | 3690   | Upload foto |
| Koetshuis met bovenwoning foto linker gebouw | Gebouw                   | eerste helft 19e eeuw                           |                                | Molenpad 4                               | 52° 22' 1" NB, 4° 53' 0" OL   | 3691   | Koetshuis met bovenwoningfoto linker gebouw                                                                                        |
| Koetshuis met bovenwoning | Gebouw                   | 19e eeuw                                        |                                | Molenpad 6, 8                            | 52° 22' 2" NB, 4° 52' 60" OL  | 3692   | Koetshuis met bovenwoning |
| Pand met klokgevel | Gebouw                   | derde kwart 18e eeuw                            |                                | Runstraat 1                              | 52° 22' 8" NB, 4° 53' 3" OL   | 5111   | Pand met klokgevel |
| Pand met gevel onder cirkelvormig verhoogde lijst | Gebouw                   | 18e/19e eeuw                                    |                                | Runstraat 25                             | 52° 22' 8" NB, 4° 52' 59" OL  | 5112   | Upload foto |
| Pand met gevel onder rechte lijst | Gebouw                   | 18e/19e eeuw                                    |                                | Runstraat 27                             | 52° 22' 8" NB, 4° 52' 59" OL  | 5113   | Upload foto |
| Pand met gevel onder klokvormige top met rollagen | Gebouw                   | 18e eeuw                                        |                                | Runstraat 29                             | 52° 22' 8" NB, 4° 52' 59" OL  | 5114   | Upload foto |
| Pand met halsgevel | Gebouw                   | eerste of tweede kwart 18e eeuw                 |                                | Runstraat 31                             | 52° 22' 8" NB, 4° 52' 59" OL  | 5115   | Upload foto |
| Hoekhuis met halsgevel en pothuizen | Gebouw                   | 1741                                            |                                | Runstraat 33                             | 52° 22' 8" NB, 4° 52' 59" OL  | 5116   | Hoekhuis met halsgevel en pothuizen                                                                                                |
| Pand met klokgevel | Gebouw                   | 18e eeuw                                        |                                | Runstraat 24                             | 52° 22' 8" NB, 4° 52' 60" OL  | 5122   | Upload foto |
| Pand met gevel onder klokvormige top met rollagen | Gebouw                   | 18e/19e eeuw                                    |                                | Runstraat 26A                            | 52° 22' 8" NB, 4° 52' 60" OL  | 5123   | Upload foto |
| Pand met gevel onder rechte lijst | Gebouw                   | 18e/19e eeuw                                    |                                | Runstraat 28                             | 52° 22' 8" NB, 4° 52' 59" OL  | 5124   | Pand met gevel onder rechte lijst                                                                                                  |
| Pand met halsgevel | Gebouw                   | 1732                                            |                                | Runstraat 30                             | 52° 22' 8" NB, 4° 52' 59" OL  | 5125   | Pand met halsgevel |
| Pand met ingezwenkte halsgevel | Gebouw                   | eind 17e of begin 18e eeuw                      |                                | Beulingstraat 1                          | 52° 22' 5" NB, 4° 53' 17" OL  | 424    | Upload foto |
| Twee huizen, gecombineerd tot etagewoningen, achter gezamenlijke trapeziumgevel, waarin stenen | Gebouw                   | 1700                                            |                                | Beulingstraat 5A                         | 52° 22' 5" NB, 4° 53' 16" OL  | 425    | Meer afbeeldingen |
| Pand met tot puntgevel gewijzigde gevel met betimmerde pui waarin twee deuren | Gebouw                   | 17e eeuw                                        |                                | Beulingstraat 13                         | 52° 22' 5" NB, 4° 53' 15" OL  | 426    | Meer afbeeldingen |
| Pand met ingezwenkte halsgevel | Gebouw                   | derde kwart 19e eeuw                            |                                | Beulingstraat 15                         | 52° 22' 5" NB, 4° 53' 15" OL  | 427    | Meer afbeeldingen |
| Pand met goed bewaarde halsgevel met volutenafdekking | Gebouw                   | eerste of tweede kart 18e eeuw                  |                                | Beulingstraat 17                         | 52° 22' 4" NB, 4° 53' 15" OL  | 428    | Meer afbeeldingen |
| Pand met gevel onder rechte lijst waarop dakkapel | Woonhuis                 | laatste kwart 18e eeuw of eerste kwart 19e eeuw |                                | Beulingstraat 19                         | 52° 22' 4" NB, 4° 53' 15" OL  | 429    | Meer afbeeldingen |
| Pand met gevel onder rechte triglyfenlijst | Gebouw                   | tweede helft 18e eeuw                           |                                | Beulingstraat 21                         | 52° 22' 4" NB, 4° 53' 14" OL  | 430    | Meer afbeeldingen |
| Pand met zeer gave pilaster-halsgevel met tussentrappen | Gebouw                   | 1653                                            |                                | Beulingstraat 25                         | 52° 22' 4" NB, 4° 53' 14" OL  | 431    | Meer afbeeldingen |
| Hoekhuis op de oude rooilijn van de herengracht | Gebouw                   | 1649                                            |                                | Beulingstraat 27                         | 52° 22' 4" NB, 4° 53' 14" OL  | 432    | Meer afbeeldingen |
| Pand met klokgevel | Woonhuis                 | 18e eeuw                                        |                                | Geelvinckssteeg 4                        | 52° 21' 60" NB, 4° 53' 29" OL | 1124   | Meer afbeeldingen |
| Pand met klokgevel | Woonhuis                 | 18e eeuw                                        |                                | Geelvinckssteeg 6                        | 52° 21' 59" NB, 4° 53' 29" OL | 1125   | Meer afbeeldingen |
| winkelpand met kantoren in de stijl van neobarok | Winkel                   | 1890-1891                                       | Th.G. Schill en D.H. Haverkamp | Koningsplein 1                           | 52° 22' 1" NB, 4° 53' 22" OL  | 518359 | Meer afbeeldingen |
| Pand met halsgevel met geruite vleugelstukken en volutenafdekking | Gebouw                   | 18e eeuw                                        |                                | Koningsplein 5                           | 52° 22' 1" NB, 4° 53' 22" OL  | 3100   | Pand met halsgevel met geruite vleugelstukken en volutenafdekking                                                                  |
| Pand met ingezwenkte halsgevel | Gebouw                   | 18e eeuw                                        |                                | Koningsplein 7 Reguliersdwarsstraat 1, 3 | 52° 22' 1" NB, 4° 53' 21" OL  | 3101   | Pand met ingezwenkte halsgevel |
| Pand met halsgevel met hoekvazen | Gebouw                   | eerste kwart 18e eeuw                           |                                | Koningsplein 9                           | 52° 22' 1" NB, 4° 53' 21" OL  | 3102   | Meer afbeeldingen |
| Winkel en kantoorgebouw | Winkel                   | 1911                                            |                                | Koningsplein 11                          | 52° 22' 1" NB, 4° 53' 21" OL  | 518373 | Meer afbeeldingen |
| Pand met gevel onder rechte lijst met rozetten | Gebouw                   | eerste kwart 19e eeuw                           |                                | Koningsplein 13                          | 52° 22' 0" NB, 4° 53' 20" OL  | 3103   | Meer afbeeldingen |
| Kantoorgebouw | Handel en kantoor        | 1917-1919                                       |                                | Nieuwe Spiegelstraat 17                  | 52° 21' 53" NB, 4° 53' 24" OL | 518340 | Meer afbeeldingen |
| Pand met gevel onder rechte lijst | Gebouw                   | eerste kwart 19e eeuw                           |                                | Nieuwe Spiegelstraat 37, 37A             | 52° 21' 49" NB, 4° 53' 20" OL | 5519   | Meer afbeeldingen |
| Pand met gevel onder rechte klossenlijst | Gebouw                   | 19e eeuw                                        |                                | Nieuwe Spiegelstraat 47                  | 52° 21' 48" NB, 4° 53' 19" OL | 5520   | Meer afbeeldingen |
| Pand met gevel onder rollagentop met lijst | Gebouw                   | 18e eeuw eerste helft 19e eeuw                  |                                | Nieuwe Spiegelstraat 49                  | 52° 21' 48" NB, 4° 53' 19" OL | 5521   | Meer afbeeldingen |
| Pand met klokgevel met houten fronton | Gebouw                   | 18e/19e eeuw                                    |                                | Nieuwe Spiegelstraat 51                  | 52° 21' 47" NB, 4° 53' 19" OL | 5522   | Meer afbeeldingen |
| Pand met gevel onder rechte lijst | Gebouw                   | 17e/19e eeuw                                    |                                | Nieuwe Spiegelstraat 57                  | 52° 21' 47" NB, 4° 53' 19" OL | 5523   | Meer afbeeldingen |
| Pand met gevel onder rechte lijst | Woonhuis                 | 17e/19e eeuw                                    |                                | Nieuwe Spiegelstraat 59                  | 52° 21' 47" NB, 4° 53' 18" OL | 5524   | Meer afbeeldingen |
| Kantoorwoning naar een ontwerp in nieuwe kunst-stijl | Werk-woonhuis            | 1903                                            |                                | Nieuwe Spiegelstraat 6A t/m D            | 52° 21' 54" NB, 4° 53' 24" OL | 518363 | Meer afbeeldingen |
| Huis met gevel onder rechte lijst | Gebouw                   | eerste helft 19e eeuw                           |                                | Nieuwe Spiegelstraat 30                  | 52° 21' 50" NB, 4° 53' 20" OL | 5525   | Meer afbeeldingen |
| Huis met halsgevel, voorzien van bloem- en vruchten-trossen in de vleugelstukken en een gebogen fronton | Gebouw                   | derde kwart 17e eeuw                            |                                | Nieuwe Spiegelstraat 38                  | 52° 21' 50" NB, 4° 53' 19" OL | 5526   | Meer afbeeldingen |
| Huis met halsgevel, voorzien van bloem- en vruchten trossen in de vleugelstukken en een gebogen fronton | Gebouw                   | derde kwart 17e eeuw                            |                                | Nieuwe Spiegelstraat 40                  | 52° 21' 50" NB, 4° 53' 19" OL | 5527   | Meer afbeeldingen |
| Huis met gevel onder rechte lijst | Gebouw                   | 17e eeuw (kern) derde kwart 19e eeuw (lijst)    |                                | Nieuwe Spiegelstraat 46                  | 52° 21' 49" NB, 4° 53' 19" OL | 5528   | Meer afbeeldingen |
| Pand met gevel onder rechte lijst met consoles | Gebouw                   | 18e eeuw                                        |                                | Nieuwe Spiegelstraat 58                  | 52° 21' 48" NB, 4° 53' 18" OL | 5529   | Pand met gevel onder rechte lijst met consoles                                                                                     |
| Pand met klokgevel | Gebouw                   | tweede helft 17e eeuw                           |                                | Nieuwe Spiegelstraat 60                  | 52° 21' 48" NB, 4° 53' 18" OL | 5530   | Pand met klokgevel |
| Pand met tot puntgevel gewijzigde klokgevel | Gebouw                   | tweede helft 17e eeuw                           |                                | Nieuwe Spiegelstraat 62                  | 52° 21' 48" NB, 4° 53' 18" OL | 5531   | Meer afbeeldingen |
| Pand met halsgevel | Gebouw                   | tweede helft 17e eeuw                           |                                | Nieuwe Spiegelstraat 64                  | 52° 21' 48" NB, 4° 53' 18" OL | 5532   | Meer afbeeldingen |
| Pand met klokgevel | Gebouw                   | tweede helft 18e eeuw                           |                                | Nieuwe Spiegelstraat 66                  | 52° 21' 47" NB, 4° 53' 18" OL | 5533   | Meer afbeeldingen |
| Huis, vanwege de zandstenen afdekkingen in het fronton van de klokvormige top | Gebouw                   | derde of vierde kwart 17e eeuw                  |                                | Nieuwe Spiegelstraat 68                  | 52° 21' 47" NB, 4° 53' 18" OL | 5534   | Meer afbeeldingen |
| Grand Hotel Centraal (voormalig) | Horeca                   | 1925-1929                                       |                                | Vijzelstraat 4                           | 52° 21' 58" NB, 4° 53' 34" OL | 518381 | Meer afbeeldingen |
| De Bazel | Gebouw                   | 1919-1926                                       |                                | Vijzelstraat 30                          | 52° 21' 52" NB, 4° 53' 32" OL | 46509  | Meer afbeeldingen |
| Amstelkerk | Kerk en kerkonderdeel    | 1670 en later                                   |                                | Amstelveld 2                             | 52° 21' 45" NB, 4° 53' 49" OL | 269    | Meer afbeeldingen |
| Pand met gevel onder rechte lijst met consoles | Gebouw                   | eerste helft 18e eeuw                           |                                | Amstelveld 7                             | 52° 21' 45" NB, 4° 53' 53" OL | 270    | Pand met gevel onder rechte lijst met consoles                                                                                     |
| Pand met gevel | Gebouw                   | 18e eeuw en later                               |                                | Amstelveld 17                            | 52° 21' 44" NB, 4° 53' 54" OL | 271    | Pand met gevel |
| Pand met gevel onder rechte klossenlijst | Gebouw                   | 18e eeuw en later                               |                                | Amstelveld 19                            | 52° 21' 44" NB, 4° 53' 54" OL | 272    | Meer afbeeldingen |
| Hoekhuis onder schilddak met omlopende lijst en twee schoorstenen | Gebouw                   | tweede kwart 18e eeuw                           |                                | Amstelveld 21                            | 52° 21' 44" NB, 4° 53' 54" OL | 273    | Meer afbeeldingen |
| Pand met vierraamsgevel onder rechte lijst, met gesneden dakkapel | Woonhuis                 | derde kwart 18e eeuw                            |                                | Vijzelstraat 67                          | 52° 21' 53" NB, 4° 53' 34" OL | 6193   | Pand met vierraamsgevel onder rechte lijst, met gesneden dakkapel                                                                  |
| Pand met vierraamsgevel onder rechte lijst, met gesneden dakkapel | Gebouw                   | derde kwart 18e eeuw                            |                                | Vijzelstraat 69                          | 52° 21' 53" NB, 4° 53' 34" OL | 6194   | Pand met vierraamsgevel onder rechte lijst, met gesneden dakkapel                                                                  |
| Huis met gevel onder rechte lijst | Gebouw                   | derde kwart 19e eeuw                            |                                | Vijzelstraat 93                          | 52° 21' 48" NB, 4° 53' 32" OL | 6195   | Meer afbeeldingen |
| Pand met klokgevel met rollagen | Werk-woonhuis            | 18e eeuw                                        |                                | Vijzelstraat 91                          | 52° 21' 48" NB, 4° 53' 33" OL | 6196   | Meer afbeeldingen |
| Pand met gevel onder rollagentop met afdeklijst (begin | Gebouw                   | 18e/19e eeuw                                    |                                | Vijzelstraat 89                          | 52° 21' 48" NB, 4° 53' 33" OL | 6197   | Meer afbeeldingen |
| Hoekhuis met klokgevel | Gebouw                   | derde kwart 18e eeuw                            |                                | Vijzelstraat 113 Kerkstraat 240          | 52° 21' 46" NB, 4° 53' 32" OL | 6198   | Meer afbeeldingen |